# 莫爾比耶乾酪
莫爾比耶乾酪（法語：Morbier）產自法國的東北部的莫尔比耶。外形為扁平的圓柱狀，外殼為灰褐色，芝士肉呈象牙色，有著堅果的氣味，製作過程不經煙燻。莫爾比耶乾酪的特色是乾酪肉中間有一層類似霉菌的灰貫穿而過，傳統上莫爾比耶乾酪是由各類奶製品用剩的凝乳混合而成，因此未必能一次就製好莫爾比耶乾酪，所以製作者會在起初收到的剩餘凝乳上鋪一層灰，以協助保存。